# Królowe krzyku
Królowe krzyku (ang. Scream Queens) – amerykański serial telewizyjny (horror, komedia) stworzony przez Ryana Murphy'ego, Brada Falchuka oraz Iana Brennana, który został wyprodukowany przez 20th Century Fox Television, Ryan Murphy Productions oraz Brad Falchuk Teley-vision.
15 maja 2017 roku zadecydowano o skasowaniu serialu, po emisji dwóch sezonów.

## Fabuła
W 1 sezonie akcja serialu dzieje się na kampusie college’u, gdzie dochodzi do serii morderstw.
Sprawcą tych zabójstw jest tajemniczy Czerwony Diabeł.
W 2 sezonie akcja serialu przenosi się do szpitala, którego założycielką jest Cathy Munsch. Nowym antagonistą zostaje zamaskowany Zielony Złośliwiec.

## Obsada

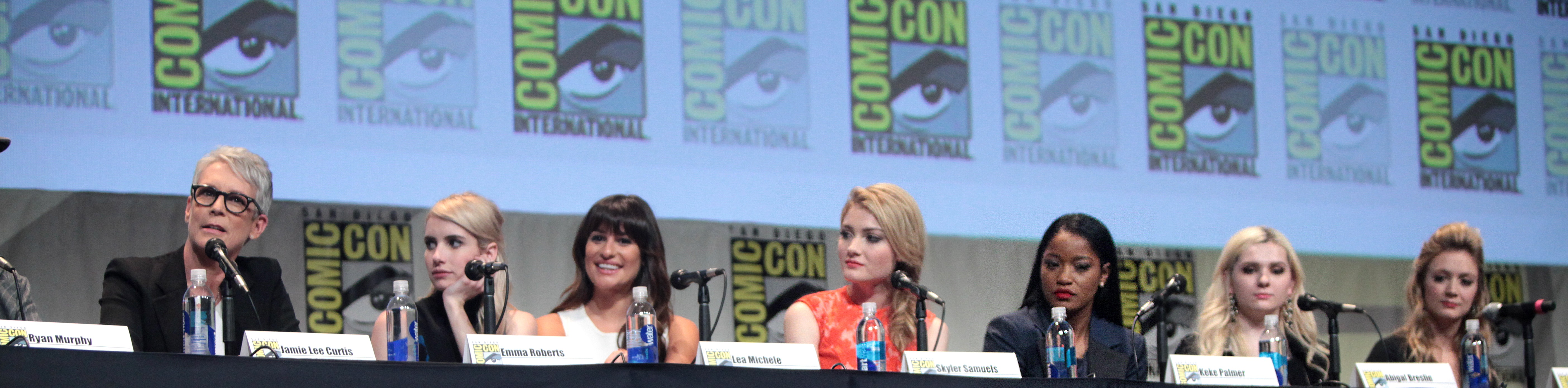
Część głównej obsady pierwszego sezonu na konferencji prasowej

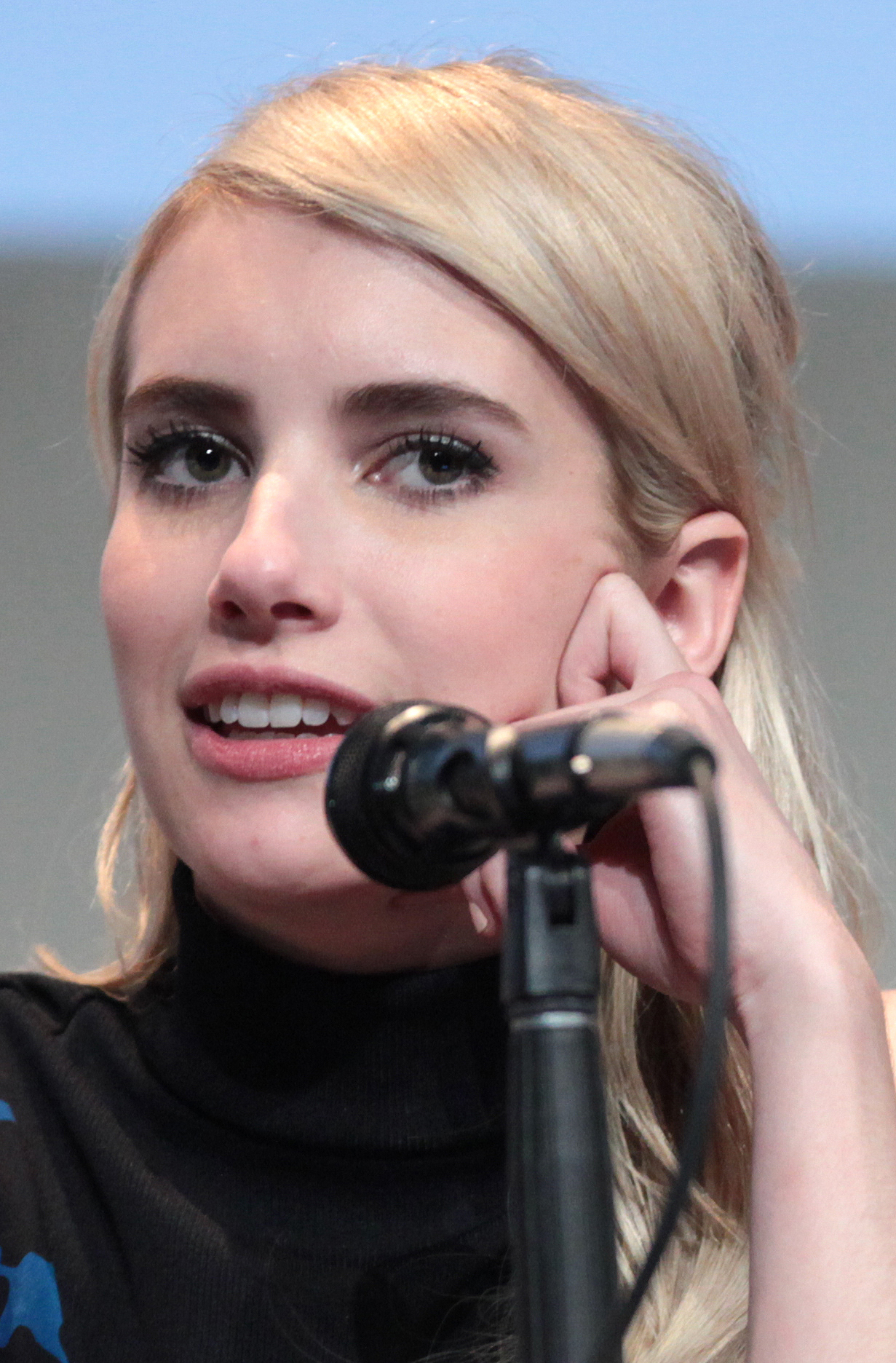
Emma Roberts – podczas panelu Comic Con promującego serial

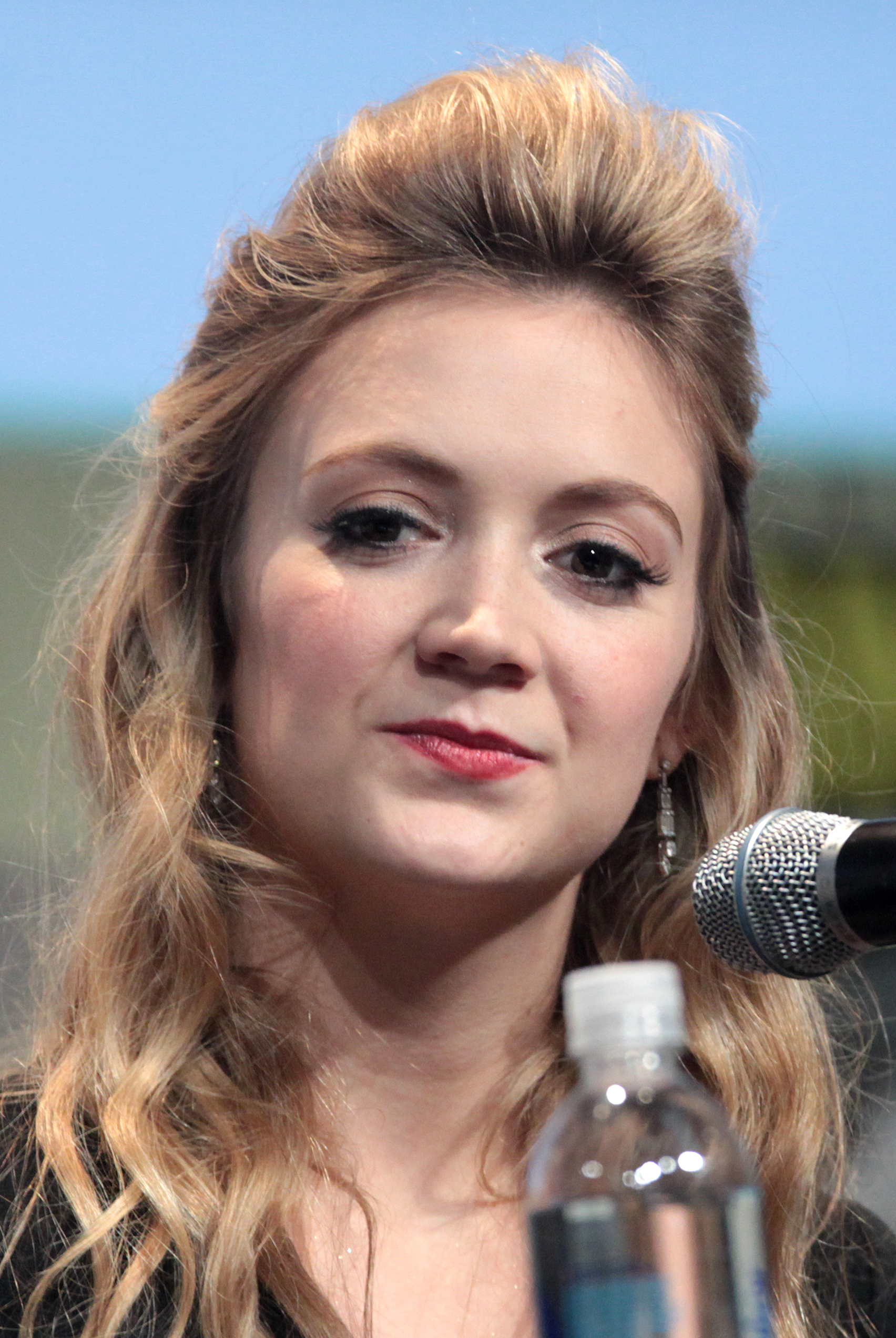
Billie Lourd – podczas panelu Comic Con promującego serial

- Emma Roberts jako Chanel "Chanel #1" Oberlin
- Billie Lourd jako Sadie "Chanel #3" Swenson
- Abigail Breslin jako Libby "Chanel #5" Putney
- Jamie Lee Curtis jako dziekan/dr Cathy Munsch
- Lea Michele jako Hester "Chanel #6" Ulrich
- Nasim Pedrad jako Gigi Caldwell
- Oliver Hudson jako Weston "Wes" Gardner, ojciec Grace
- Keke Palmer jako Zayday Williams
- Diego Boneta jako Peter "Pete" Martínez
- Glen Powell jako Chad Radwell
- Lucien Laviscount jako Earl Grey
- Skyler Samuels jako Grace Gardner
- Aaron Rhodes jako Roger, brat Dodgera i adorator Chanel #5
- Breezy Eslin jako Jennifer "świecowa vlogerka"
- Jeanna Han jako  Sam "męska lesba"
- Evan Paley jako Caulfield Mount Herman
- Anna Grace Barlow jako Bethany Stevens, później Mary Mulligan, zmarła matka Grace
- Anna Margaret Collins jako Coco Cohen
- McKaley Miller jako Sophia Doyle
- Austin Rhodes jako Dodger, brat Rogera i adorator Chanel #5
- Chelsea Ricketts jako Amy Meyer
- Jim Klock jako detektyw Chisholm
- Deneen Tyler jako Shondell Washington, przyjaciółka Denise Hemphill
- Jan Hoag jako Agatha Bean, gosposia w Kappa Kappa Tau
- John Stamos jako dr Brock Holt (sezon 2)[2]
- Taylor Lautner jako dr Cassidy Cascade (sezon 2)[3]
- James Earl jako Chamberlain Jackson (sezon 2)[4]
- Kirstie Alley jako dr Ingrid Hoffel (sezon 2)[5]

### Udział gościnny
- Tavi Gevinson jako Feather McCarthy, dziewczyna Stevena Munsch
- Philip Casnoff jako Steven Munsch, były mąż Cathy
- Patrick Schwarzenegger jako Thad Radwell, młodszy brat Chada
- Roger Bart jako dr Herfmann, ojciec Chanel #2
- Charisma Carpenter jako pani Herfmann, matka Chanel #2
- Chad Michael Murray jako Brad Radwell, starszy brat Chada
- Niecy Nash jako Denise Hemphill, ochroniarz w Kappa Kappa Tau i komendantka policji
- Nick Jonas jako Boone Clemens
- Ariana Grande jako Sonya "Chanel #2" Herfmann
- Whitney Meyer jako Tiffany "głucha Taylor Swift" DeSalle
- Brianne Howey jako Melanie Dorkess, przewodnicząca w Kappa Kappa Tau tuż przed Chanel Oberlin
- Grace Phipps jako młoda Mandy Greenwell
- Rachele Brooke Smith jako Muffy Radwell, żona Brada oraz bratowa Chada i Thada
- Jennifer Aspen jako starsza Mandy Greenwell
- Julia Duffy jako Bunny Radwell, matka Brada, Chada i Thada
- Alan Thicke jako Tad Radwell, ojciec Brada, Chada i Thada
- Jerry O'Connell jako dr Mike (sezon 2)[6]
- Laura Bell Bundy jako pielęgniarka Thomas (sezon 2)[6]

### Uśmiercona
| L.p.                    | Aktorka/aktor          | Postać                                     | Relacja do innych postaci                                                     | Zabójca                                         | Przyczyna śmierci                                                             | Data / epizod                      |
| ----------------------- | ---------------------- | ------------------------------------------ | ----------------------------------------------------------------------------- | ----------------------------------------------- | ----------------------------------------------------------------------------- | ---------------------------------- |
| Przed pierwszym sezonem |                        |                                            |                                                                               |                                                 |                                                                               |                                    |
| 1.                      | Jeremy Batiste         | Bill Hollis                                | znajomy doktora Mike i pielęgniarki Thomas                                    | brak                                            | otumaniony lekami uspokajającymi i wrzucony do bagna                          | 31 października 1985 roku (s02e01) |
| 2.                      | nieznani               | personel szpitala                          | znajomi doktora Mike i pielęgniarki Thomas                                    | Zielony Złośliwiec (brat Jane i szwagier Billa) | ścięte gardło, maczeta utkwiła w brzuchu, głowa uderzona ostrzem maczety itd. | 31 października 1986 roku (s02e02) |
| 3.                      | Jerry O'Connell        | doktor Mike                                | chłopak pielęgniarki Thomas                                                   | Zielony Złośliwiec (brat Jane i szwagier Billa) | dźgnięty maczetą w brzuch                                                     | 31 października 1986 roku (s02e02) |
| 4.                      | Laura Bell Bundy       | siostra Thomas                             | dziewczyna doktora Mike'a                                                     | Zielony Złośliwiec (brat Jane i szwagier Billa) | dźgnięta w plecy rzuconą maczetą                                              | 31 października 1986 roku (s02e02) |
| 5.                      | nieznani               | 600 oponentów w Squasha                    | rękę Marshalla otrzymał dr Brock Holt                                         | Marshall Winthrop                               | przegrana w squasha                                                           | odcinek 2 (między 1986 a 1995)     |
| 6.                      | McKaley Miller         | Sophia Doyle                               | matka Hester i Boone'a                                                        | brak                                            | Wykrwawienie się w wannie z powodu porodu                                     | 1995 rok (s01e01)                  |
| 7.                      | Chelsea Ricketts       | Amy Meyer                                  | Siostra Gigi; przyjaciółka Mandy, Bethany i Coco; przyjęła poród Sophii       | brak                                            | przedawkowanie środków przeczyszczających                                     | 1995 rok (s01e01)                  |
| 8.                      | Anna Grace Barlow      | Bethany Stevens, później Mary Mulligan     | matka Grace                                                                   | Bethany Stevens                                 | jazda samochodem pod wpływem alkoholu                                         | 1997 rok (s01e08)                  |
| 9.                      | nieznana               | "Chanel #4"                                | służka Chanel Oberlin                                                         | brak                                            | Zapalenie opon mózgowych                                                      | 2014 rok (s01e01)                  |
| 10.                     | Dalton E. Gray         | maskotka uniwersytetu, „Czerwony Diabeł”   | nieznana                                                                      | Gigi Caldwell                                   | kilkukrotne zadźganie nożem                                                   | 2014 rok (s01e13)                  |
| W serii pierwszej       |                        |                                            |                                                                               |                                                 |                                                                               |                                    |
| 1.                      | Jan Hoag               | Agatha Bean                                | gosposia w Kappa Kappa Tau                                                    | Hester Urlich rękoma Chanel "Chanel #1" Oberlin | usmażenie twarzy w rozgrzanej frytkownicy                                     | odcinek 1                          |
| 2.                      | Ariana Grande          | Sonya "Chanel #2" Herfmann                 | służka Chanel Oberlin                                                         | Czerwony Diabeł (Boone Clemens)                 | Pchnięta nożem kuchennym                                                      | odcinek 1                          |
| 3.                      | Whitney Meyer          | Tiffany "głucha Taylor Swift" DeSalle      | kandydatka do Kappa Kappa Tau                                                 | Czerwony Diabeł (Boone Clemens)                 | Głowa ścięta samochodem-kosiarką do trawy                                     | odcinek 1                          |
| 4.                      | Deneen Tyler           | Shondell Washington                        | przyjaciółka Denise Hemphill                                                  | Czerwony Diabeł (Boone Clemens)                 | Pchnięta nożem kuchennym w szyję                                              | odcinek 2                          |
| 5.                      | David Simpson          | Aaron "Rożek" Cohen                        | druga maskotka uniwersytetu                                                   | Czerwony Diabeł (Boone Clemens)                 | głowa odcięta piłą mechaniczną                                                | odcinek 3                          |
| 6.                      | Jennifer Aspen         | Mandy Greenwell                            | przyjaciółka Amy, Bethany i Coco                                              | Czerwony Diabeł (Boone Clemens)                 | kilkukrotnie pchnięta nożem                                                   | odcinek 4                          |
| 7.                      | Austin Rhodes          | Dodger                                     | kochanek Libby "Chanel #5"; przyjaciel Chada Radwell                          | Czerwony Diabeł (Boone Clemens)                 | zamordowany nożycami do żywopłotu                                             | odcinek 5                          |
| 8.                      | Evan Paley             | Caulfield Mount Herman                     | przyjaciel Chada Radwell                                                      | Czerwony Diabeł (Boone Clemens)                 | głowa odcięta siekierą                                                        | odcinek 6                          |
| 9.                      | Jeanna Han             | Sam "męska lesba"                          | kandydatka do Kappa Kappa Tau; zauroczenie Sadie "Chanel #3"                  | Czerwony Diabeł (Boone Clemens)                 | Uduszona płachtą plastiku                                                     | odcinek 6                          |
| 10.                     | Aaron Rhodes           | Roger                                      | kochanek Libby "Chanel #5"; przyjaciel Chada Radwell                          | Czerwony Diabeł (Pete Martinez)                 | postrzelony gwoździarką                                                       | odcinek 6                          |
| 11.                     | Philip Casnoff         | Steven Munsch                              | mąż dziekan Cathy                                                             | Feather McCarthy, faktycznie Cathy Munsch       | Rozczłonkowany                                                                | odcinek 7                          |
| 12.                     | Breezy Eslin           | Jennifer "świecowa vlogerka"               | kandydatka do Kappa Kappa Tau                                                 | Czerwony Diabeł (Boone Clemens)                 | Pchnięta nożem kuchennym w szyję                                              | odcinek 8                          |
| 13.                     | Lucien Laviscount      | Earl Grey                                  | przyjaciel Chada Radwell; chłopak Zayday                                      | Czerwony Diabeł (Boone Clemens)                 | Pchnięty nożem kuchennym w szyję                                              | odcinek 9                          |
| 14.                     | Jamie Bernstein        | kierowca ciężarówki                        | nieznana                                                                      | Czerwony Diabeł (Boone Clemens)                 | Zaatakowany maczetą                                                           | odcinek 9                          |
| 15.                     | Nick Jonas             | Boone Clemens                              | brat Hester i przyrodni brat Grace                                            | Czerwony Diabeł (Pete Martinez)                 | Pchnięty nożem kuchennym w klatkę piersiową                                   | odcinek 9                          |
| 16.                     | Nasim Pedrad           | Jess Meyer, później Gigi Caldwell          | adopcyjna matka Gigi i Boone'a                                                | Czerwony Diabeł (Hester Urlich)                 | Głowa odcięta elektrycznym nożem                                              | odcinek 10                         |
| 17.                     | Jesse Yarborough       | policjant w centrum handlowym              | nieznana                                                                      | Czerwony Diabeł (Pete Martinez)                 | trafiony strzałą z łuku                                                       | odcinek 11                         |
| 18.                     | Diego Boneta           | Peter "Pete" Martínez                      | chłopak Grace; wspólnik Boone'a                                               | Czerwony Diabeł (Hester Urlich)                 | Pchnięty nożem kuchennym w klatkę piersiową                                   | odcinek 12                         |
| 19.                     | Riley Schmidt          | Zak, dostawca pizzy                        | nieznana                                                                      | Czerwony Diabeł (Hester Urlich)                 | Wysadzony bombą na plecach w powietrze                                        | odcinek 12                         |
| W serii drugiej         |                        |                                            |                                                                               |                                                 |                                                                               |                                    |
| 20.                     | Cecily Strong          | Catherine Hobart                           | owłosiona pacjentka szpitala dr Munch                                         | Zielony Złośliwiec (dr Cassidy)                 | głowa ścięta maczetą podczas hydroterapii                                     | odcinek 1                          |
| 21.                     | Colton Haynes          | Tyler                                      | owrzodzony chłopak i zauroczenie Chanel #5                                    | Zielony Złośliwiec (dr Cassidy)                 | oślepiony i przecięty laserem                                                 | odcinek 2                          |
| 22.                     | Kevin Bigley           | Randal                                     | przyjaciel Chada, cierpiący na chroniczne ataki krzyku                        | Zielony Złośliwiec (dr Cassidy)                 | pocięty hakiem                                                                | odcinek 3                          |
| 23.                     | Cheri Oteri            | Sheila Baumgartner                         | cierpiąca na zespół przetrwałego pobudzenia seksualnego pacjentka Cassidy'ego | Zielony Złośliwiec (Wes Gadner)                 | głowa ścięta sierpem                                                          | odcinek 3                          |
| 24.                     | Glen Powell            | Chad Radwell                               | narzeczony Chanel Oberlin kochanek Denise i Cathy                             | Wes Gardner                                     | poderżnięte gardło                                                            | odcinek 3                          |
| 25.                     | Patrick Schwarzenegger | Thad Radwell                               | brat Chada                                                                    | brak                                            | śmierć w katastrofie lotniczej                                                | odcinek 4                          |
| 26.                     | Chad Michael Murray    | Brad Radwell                               | brat Chada                                                                    | brak                                            | śmierć w katastrofie lotniczej                                                | odcinek 4                          |
| 27.                     | Julia Duffy            | Bunny Radwell                              | matka Chada                                                                   | brak                                            | śmierć w katastrofie lotniczej                                                | odcinek 4                          |
| 28.                     | Rachele Brooke Smith   | Muffy St. Pierre-Radwell                   | bratowa Chada od Brada                                                        | brak                                            | śmierć w katastrofie lotniczej                                                | odcinek 4                          |
| 29.                     | Alan Thicke            | Tad Radwell                                | ojciec Chada                                                                  | brak                                            | śmierć w katastrofie lotniczej                                                | odcinek 4                          |
| 30.                     | Pablo Castelblanco     | Tristan "Chanel Pour Homme" Saint Pierre   | Psycho-fan Chanelek gdy odsiadywały wyrok w więzieniu                         | Zielony Złośliwiec (dr Cassidy)                 | Przecięty w pół maczetą                                                       | odcinek 5                          |
| 31.                     | Cathy Marks            | Midge "Chanel #11"                         | Zwerbowane przez Munsch by dołączyć do grona Chanellek                        | Zielony Złośliwiec (dr Cassidy)                 | Dźgnięta dwoma maczetami w brzuch                                             | odcinek 5                          |
| 32.                     | Moira O'Neill          | Addison "Chanel #9"                        | Zwerbowane przez Munsch by dołączyć do grona Chanellek                        | Zielony Złośliwiec (dr Cassidy) i Ingrid Hoffel | Wypompowanie całej krwi z organizmu                                           | odcinek 6                          |
| 33.                     | Dahlya Glick           | Andrea "Chanel #10"                        | Zwerbowane przez Munsch by dołączyć do grona Chanellek                        | Zielony Złośliwiec (Ingrid Hoffel)              | Uduszenie kablem od telefonu                                                  | odcinek 7                          |
| 34.                     | Roy Fegan              | Slade Hornborn                             | Wizytator szpitala Cathy podczas operacji dr Brock                            | Zielony Złośliwiec (Ingrid Hoffel)              | Dźgnięty maczetą w głowę                                                      | odcinek 7                          |
| 35.                     | James Earl             | Chamberlain Jackson                        | Adorator Zayday Williams                                                      | Wes Gardner                                     | Dźgnięty maczetą w brzuzch, dwukrotnie                                        | odcinek 8                          |
| 36.                     | Andrea Erikson Stein   | Marguerite Honeywell "Chanel #7"           | Zwerbowana przez Munsch by dołączyć do grona Chanellek                        | Zielony Złośliwiec (Wes Gardner)                | Uduszona chwytakiem na psy i powieszona                                       | odcinek 9                          |
| 37.                     | Brooke Shields         | Dr Scarlett Lovin                          | Idolka Chanel #1, #3 i #5                                                     | Wes Gardner                                     | Otrucie kawą                                                                  | odcinek 9                          |
| 38.                     | Oliver Hudson          | Wes Gardner                                | Ojciec Boone'a, Hester i Grace                                                | Ingrid Hoffel i dr Cassidy                      | Usmażenie w rozpalonym oleju                                                  | odcinek 9                          |
| 39.                     | Trilby Glover          | Jane Hollis                                | matka dr Cassidy i żona Billa                                                 | Ingrid Hoffel                                   | Postrzał w klatkę piersiową                                                   | odcinek 10                         |
| 40.                     | Taylor Lautner         | Cassidy Hollis, później Dr Cassidy Cascade | Syn Billa i Jane oraz zauroczenie Chanel #3                                   | Ingrid Hoffel                                   | Rzut maczetą w Chanel #3 w jego klatkę piersiową                              | odcinek 10                         |
| 41.                     | Kirstie Alley          | Ingrid Marie Hoffel zd. Bean               | siostra Agathy Bean, służki Chanel Oberlin                                    | brak                                            | Zatonięcie w ruchomych piaskach                                               | odcinek 10                         |

## Odcinki
| Seria | Seria | Odcinki | Oryginalna emisja | Oryginalna emisja | Oryginalna emisja    | Oryginalna emisja |
| Seria | Seria | Odcinki | Premiera serii    | Finał serii       | Premiera serii       | Finał serii       |
| ----- | ----- | ------- | ----------------- | ----------------- | -------------------- | ----------------- |
|       | 1     | 13      | 22 września 2015  | 8 grudnia 2015    | 24 marca 2016        | 16 czerwca 2016   |
|       | 2     | 10      | 20 września 2016  | 20 grudnia 2016   | 13 października 2016 | 29 grudnia 2016   |

## Produkcja
- 21 października 2014 roku stacja FOX zamówiła serial na sezon telewizyjny 2015/2016[7][8].
- 29 października jeden z twórców poinformował, że udziałem w kolejnym sezonie zainteresowana jest m.in. Lady Gaga[9].
- 15 stycznia 2016 roku, stacja FOX przedłużyła serial o 2 sezon[10]
- 17 czerwca 2016, ogłoszono, że gwiazda serialu Pełna chata, John Stamos dołączył do serialu[2]
- 24 czerwca 2016 roku, ogłoszono, że Taylor Lautner dołączył do obsady w drugim sezonie "Królowe krzyku"[3]
- 25 czerwca 2016 roku, James Earl dołączył do drugiego sezonu "Królowe krzyku"[4]
- 13 września 2016 roku, Kirstie Alley dołączyła do drugiego sezonu[5]

## Nagrody i wyróżnienia
- 2016, 73. ceremonia wręczenia Złotych Globów:
  - nominacja do Złotego Globu w kategorii najlepsza aktorka w serialu komediowym lub musicalu (wyróżniona: Jamie Lee Curtis)[11]
- 2016, Fangoria Chainsaw Awards:
  - nominacja do nagrody Chainsaw w kategorii najlepsza aktorka telewizyjna w roli drugoplanowej (Jamie Lee Curtis)[12]
- 2016, iHorror Awards:
  - nominacja do nagrody iHorror w kategorii najlepszy serial telewizyjny[13][14]
- 2015, Satellite Awards:
  - nominacja do Nagrody Satelita w kategorii najlepsza aktorka w serialu komediowym lub musicalu (Jamie Lee Curtis)[11]
- 2015,  Critics Choice Television Awards:
  - nagroda Critics' Choice TV w kategorii najbardziej ekscytujący nowy serial telewizyjny[11]